# ホビット
ホビット（Hobbit）は、J・R・R・トールキンの創作した架空世界中つ国の種族。『ホビットの冒険』で初めて登場し、『指輪物語』でも重要な役割を果たした。

## 特徴
ホビットは、身長2 - 4フィート(60 - 121cm)で、わずかに尖った耳をもつ。足裏の皮が厚く、毛に覆われているので、靴をはくことはない。かれらは、冒険的でない牧歌的な暮らし、すなわち農耕・食事・社会生活を好む。ホビットは人間より若干長い寿命を持ち、しばしば120歳まで生きた(平均寿命100歳)。33歳で成人し、50歳で中年となる。ホビットたちは、トールキンのインスピレーションである英国の田舎の人々と同様、酒場でエールを飲むことを好む。中つ国のなかでもホビットらが住む地域の名としてトールキンが選んだ"the Shire"（ホビット庄）という名前からは、イングランドの「州(Shire)」をはっきり連想することができる。（イングランドの州も参照）
平和と食事を何よりも愛し、たいてい太っている。贈り物をするのもされるのも喜び、食べ物を例えに出すことを好み、子どもの夜更かしにやかましく言わない。しかしいざとなると驚くべき芯の強さを見せる。目が良いので石投げと弓矢の扱いが上手い。髭を生やしているものは一部の氏族を除いて殆どいない。一般的には船に乗ることを好まないが、ブランディバック家は例外である。
中つ国の北西部にある、伝統的イギリスの田園を思わせるホビット庄（シャイア）に住む。

## 起源
ホビットは、明らかに人間と関係があり、種族としては人間達の支脈であると言われている。かれらの正確な起源は知られていないが、第三紀には荒地の国のアンドゥインの谷間に住んでいた。
ホビットは、その小さい身体であるため小さい人（Halfling、シンダール語で、単数形はペリアン perian、複数形はペリアンナス periannath）とも呼ばれる。しかしながら、この単語は、ホビットたちに言わせると自分たちは何の「半分 (half)」でもないとのことで、かれらにとって若干不快であり、自分たちでは使わなかったのは疑いない。
ゴンドールでは小さい人とよばれ、ローハンのことば（古英語風に訳されている）ではホルビトラ（HolbytlaかHolbytlan）とよばれる。

## 喫煙
かれらはその生活習慣上、喫煙を好む傾向がある。またタバコの栽培もしており、特に良質のタバコを生産する。
かれらホビット族は自身こそこの習慣を発明した者だとしており、一説にはブリー村を発祥地とみる。メリアドク・ブランディバックの説に基けば、アンドゥイン川下流よりブリー村に伝わったとされ、更には西方から海を経て伝来してきた物だとされる。作中では、ホビット族の他にはアラゴルンとガンダルフが喫煙をたしなむほか、サルマンが上等のタバコ葉をアイゼンガルドに備蓄していた。
ホビット達は指輪物語の時代に於いて、喫煙をパイプにて行っており陶器製や木製のパイプを使用していた。

## 『指輪物語』に登場するホビット
- ビルボ・バギンズ
- フロド・バギンズ
- サムワイズ・ギャムジー
- メリアドク・ブランディバック
- ペレグリン・トゥック
- フレデガー・ボルジャー
- スメアゴル
- デアゴル
- ハムファスト・ギャムジー（とっつぁん）
- ローズ・コトン（ロージー）
- マゴット
- テド・サンディマン（粉屋）
- オソ・サックビル・バギンズ
- ロソ・サックビル・バギンズ
- ロベリア・サックビル・バギンズ
- ノブ（ブリー村の）

## 歴史
歴史的にホビットは、闇の森と霧ふり山脈の間にある大河アンドゥインの谷間で始まったことが知られている。『指輪物語』によると、かれらがどのように人類の一部と関係したかという系図上の詳細は失われた。当時、異なる気質を持つ三つのホビットの支族があった。最も多数からなるハーフット族は、指輪物語に描かれたホビットたちとほぼ同一である。ストゥア族は、船や水泳など水に親近感を持ち、ファロハイド族は冒険心を持つ人々であった。なお、これらストゥア族とファロハイド族の特徴は、後には非常にまれになったが、三支族間では婚姻を含む人的な交流は続いていたためか、まま変人や変り種とはみなされながらもハーフット族の内にもストゥア族やファロハイド族の特徴を持つ人物も稀に出ていたことが作中にて描かれている。
第三紀の始まりに近いある年に、理由は知られていないが、おそらくはモルドールの勢力によって、かれらは困難な霧ふり山脈横断に取り掛かった。しかしながら、ストゥア族の一部はとどまり、長い年月の後これらの人々からゴクリが生まれた。ホビットたちは、西方への旅でそれぞれ異なった経路を辿ったが、結局は(かれらによってブランディワイン川と改名される)バランドゥイン川と風見が丘にはさまれた地へ来た。そこでかれらは多くの集落を作り、ホビットの支族の間の区別はあいまいになり始めた。第三紀1600年ごろ、二人のファロハイドの兄弟は、これもまた理由は不明だが、バランドゥイン川を渡って対岸に集落を立てた。多くのホビットたちがかれらに続き、以前のかれらの領土のほとんどで人口が激減した。第三紀の終わりまで、ブリー村と幾つかの周辺の村が残っている。ブランディワイン川の土手の西におけるかれらが設立した新領土は、ホビット庄(Shire シャイア)と呼ばれる。
ホビット庄と周辺の領域の地図については、エリアドールの項を参照。
第四紀にはエレスサール王の下で統一された王国に再編されたが、王によってホビット庄は保護され人間の立ち入りは禁止された。その後のホビットの歴史はまるで伝わっていない。一説によると、人間が増えるにつれホビット達は住む土地を奪われ、ただ生きるために野山をさすらい隠れ住む貧しい種族に成り下がってしまったという。

## トールキン以外での使用
ホビットは『指輪物語』での活躍にて、現実の世界でも良く知られるようになったが、これによりコンピュータゲーム等でもRPG分野で良く登場する種族となっている。これらではトールキンが細に渡って描写した事もあり、また現代ファンタジー文学の基盤として『指輪物語』が君臨しているため、他種族の扱いと比較してホビットのイメージの変化は少ない。
また、『ダンジョンズ&ドラゴンズ』では権利上の問題から「ホビット」という名前が使用できなかったため、ホビット庄以外の西方語で使われた呼び名であるbanakilの翻訳であるハーフリング（小さい人）という名前（ドラゴンランスでは、ケンダー）で登場している。
同様に『ソードワールド』には「グラスランナー」という名前で登場。小さく、すばしっこく、運があり、陽気な種族として描写されていた。
このように「ホビット」の名前を使うことを避けながらも、同種族に影響されたと思われる素朴で背の小さな人々が登場する作品は他にも多く存在する。
この傾向はファンタジー分野のみならず、SF分野でも見られる。
『ロード・オブ・ザ・リング』以外の映画でホビットを主役にした映画として『ウィロー』がある。
創作以外の分野では、2003年にインドネシアのフローレス島で発見されたホモ・フローレシエンシスに対して「ホビット」という愛称が付けられている。

### コンピュータRPG
コンピュータRPG等では、ホビット族は腕力に秀でず、際立って賢くもないが、敏捷さや器用さが目だって高く設定されている。またウィザードリィシリーズのように運の要素があるゲームでは、かれらの運の良さは他種族を圧倒する。ウルティマシリーズでは初期3部作においてボビット（Bobbit）として登場しているが、前述の『D&D』と同様の権利上の問題か、ユーザーインタフェース上の問題（キーボード操作のみのキャラクター作成画面で人間"Human"との衝突を避ける為）かは不明である。
名称は違うがホビットと同じ特徴をもつ種族としては、「ホートルット」（エルミナージュシリーズ）、「クラッズ」（剣と魔法と学園モノ。シリーズ）、「ポークル」（Wizardry〜生命の楔〜など）、「ミグミィ」（円卓の生徒。神秘性（信仰心）が高い所はノームの特徴も併せ持っている）などがある。
『ホビットの冒険』でビルボが13人のドワーフに「しのびのもの」（バーグラー）として雇われた事に因み、泥棒や盗賊として登場する作品も多い。